# Casa de Aarón
La Casa de Aarón, también llamada: Orden de Aarón (en inglés estadounidense: House of Aaron, Order of Aaron) es una comunidad religiosa en los Estados Unidos, que no forma parte del Movimiento de los Santos de los Últimos Días (SUD).
La comunidad no considera al profeta mormón Joseph Smith como un profeta de Dios ni al Libro de Mormón como un texto sagrado. La relación con el movimiento de los SUD, es más histórica que teológica, y la comunidad misma no se considera como perteneciente al mormonismo.

## Historia

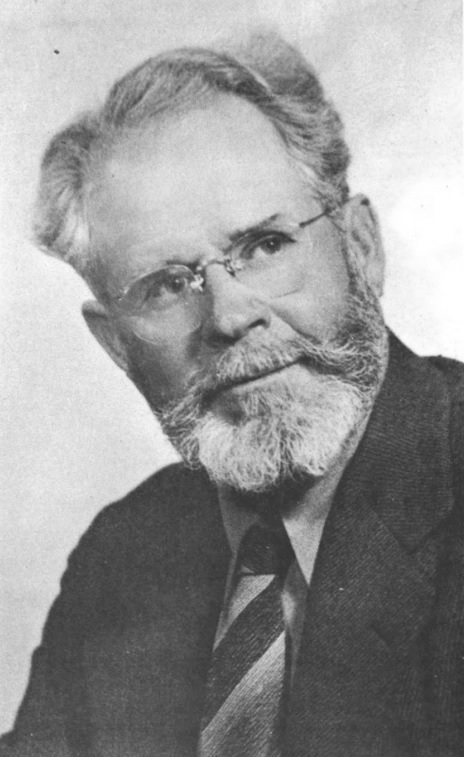
Maurice L. Glendenning, fundador de la Casa de Aarón.

La Orden de Aarón o Casa de Aarón, fue fundada en 1942 por Maurice L. Glendenning (1891-1969), un ex-mormón.
Glendenning fue despedido de la La Iglesia de Jesucristo de los Santos de los Últimos Días, porque afirmó haber recibido revelaciones del profeta Elías. En 1944, Glendenning publicó su revelación en un libro llamado "El Libro de Elías". Los "Escritos Levíticos", publicados en 1978, incluyen el "Libro de Elías", el "Libro de los Discípulos" y nuevas revelaciones religiosas. En 1956, la Casa de Aarón, fundó la comunidad residencial Eskdale, ubicada en el desierto de Utah. Sin embargo, no todos los seguidores se mudaron allí, algunos continuaron habitando en la sociedad estadounidense.
Actualmente, la comunidad tiene parroquias en Eskdale, Partoun y Murray, todas en Utah, la congregación tiene más de mil seguidores. Doctrinalmente, la Orden de Aarón combina elementos del cristianismo y el judaísmo. El movimiento observa el Sabbat, las reuniones se celebran el sábado, que es considerado como un día santo. La congregación utiliza el nombre YHWH (Yahweh) para orar a Dios y el nombre hebreo Yeshúa para Jesús. El movimiento celebra algunas festividades judías del calendario hebreo. La congregación profesa la fe en la Santísima Trinidad, Dios Padre, Hijo y Espíritu Santo. La Casa de Aarón reconoce el sacrificio expiatorio de nuestro Señor Jesucristo en la cruz.
La Casa de Aarón forma parte del movimiento mesiánico Alliance of Redeemed Israel (ARI). La Orden de Aarón, acepta el arrepentimiento y practica el bautismo y la imposición de manos. La Casa de Aarón, cree en la Santa Biblia, como escritura sagrada y cree en la Salvación por la fe. La Orden de Aarón se considera una iglesia llamada a preparar a los creyentes para la Segunda Venida de Cristo, la Parusía. La iglesia, considera la obra expiatoria de Jesucristo como la expresión perfecta del sacerdocio aarónico del Antiguo Testamento y la iglesia está llamada a proclamar esta expiación, de esta manera, la iglesia ha llegado a ser partícipe del sacerdocio levítico de Aarón. Según los miembros de esta congregación religiosa, cuando las Tribus de Israel acepten el cristianismo, el sacerdocio de la iglesia alcanzará su máxima plenitud.